# Abenezra (hố)

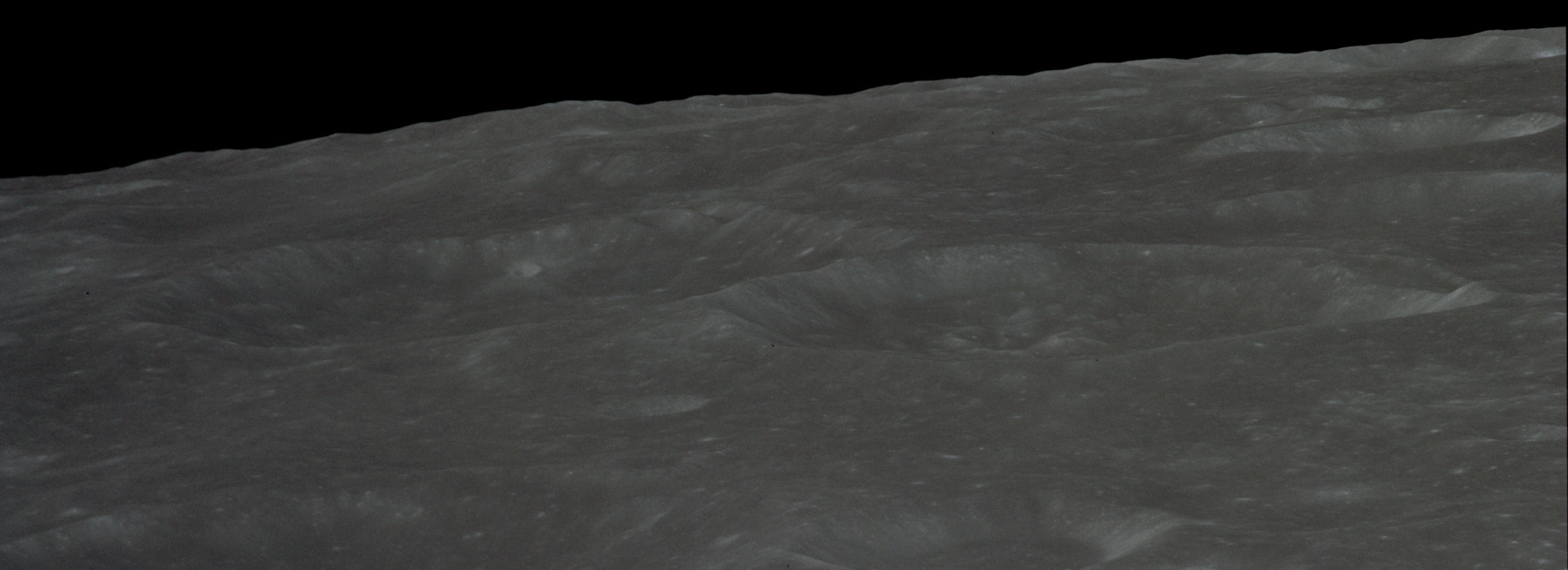
Hình nhìn gần của hố Abenezra (phải) và hố Azophi (trái) từ Apollo 14

Abenezra là một hố Mặt Trăng (hố va chạm) nằm ở vùng cao nhấp nhô ở phần nam trung tâm của Mặt Trăng. Abenezra được đặt tên theo sau nhà thông thái, nhà thơ, nhà thuyết minh kinh thánh, nhà thiên văn học và nhà chiêm tinh học người Do Thái Abraham ibn Ezra, Hố tiếp giáp ở vành phía đông nam là hố Azophi. Nằm ở phía đông bắc của hố là hố Geber, và xa hơn ở phía đông nam là hố lớn Sacrobosco.
Vành hố Abenezra có hình đa giác dễ nhìn, với nhiều phần tường nhỏ không bằng nhau. Tường bên trong có bậc thang, và thềm hố không bằng phẳng có nhiều sườn. Những sườn núi này hình thành một họa tiết hình sin kỳ lạ trên thềm hố. Hố chồng lên phần phía đông của hố khác là Abenezra C.

## Hố vệ tinh

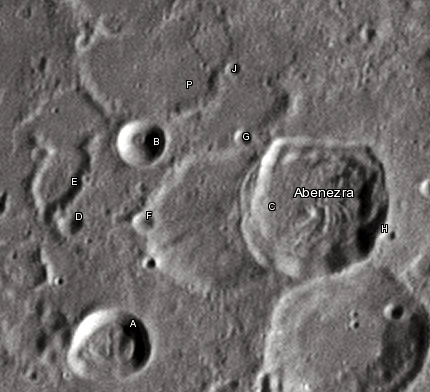
Hố Abenezra và các hố vệ tinh của nó

Theo quy ước, những tính chất này được xác định trên bản đồ bằng cách đặt từng chữ cái là tâm của các hố vệ tinh gần với Abenezra nhất.
| Abenezra | Vĩ độ   | Kinh độ | Đường kính |
| -------- | ------- | ------- | ---------- |
| A        | 22.8° N | 10.5° Đ | 23 km      |
| B        | 20.8° N | 10.1° Đ | 14 km      |
| C        | 21.3° N | 11.1° Đ | 44 km      |
| D        | 21.7° N | 9.7° Đ  | 8 km       |
| E        | 21.4° N | 9.4° Đ  | 14 km      |
| F        | 21.5° N | 10.3° Đ | 7 km       |
| G        | 20.5° N | 11.0° Đ | 5 km       |
| H        | 21.1° N | 12.8° Đ | 4 km       |
| J        | 19.9° N | 10.7° Đ | 5 km       |
| P        | 19.9° N | 9.9° Đ  | 44 km      |